# Diphyscium kashmirense
Diphyscium kashmirense là một loài rêu trong họ Buxbaumiaceae. Loài này được H. Rob. Magombo, Zacharia Lekodi mô tả khoa học đầu tiên năm 2002.